# Kalinga írás
A kalinga írás vagy déli nagari egy bráhmi eredetű írásrendszer, amelyet a mai Orisza állam (India) területén használtak, elsősorban az odia nyelv leírására szolgált a Kalinga királyság feliratain, a korai Keleti Ganga dinasztia uralkodása alatt. A 12. századra, amikor Anantavarman Csodaganga Kelet-Ganga uralkodó legyőzte a Somavamshi-dinasztiát, és ezt követően újraegyesült a Trikalinga (az ősi Odra három területe - Kalinga, Utkala és Dakshina Koshala), a kalinga írás helyébe a sziddhaṃ írásból származó proto-orija írás lépett, amely a modern orija írás őse lett.

## Korai Kalinga típus/ Kalinga Bráhmi
Az Udayagiri barlangokban, Bhubaneswar-ban található Hathigumpha feliratot bráhmi írással vésték a barlang falába, amelyet korai Kalinga-típusnak is neveznek. Az Asóka-feliratok, más szövegek, és törött kerámiatöredékek Dél-Indiából a bráhmi írással kapcsolatosak, ezek buddhista feliratok. Mivel az ősi szingaléz íráshoz hasonló írásrendszer a tamilok által lakott területeken található, feltételezhető, hogy a nyelv és az írás tamil.
Az Srí Lanka északkeleti részén, Trincomalee szikláin látható egy felirat az i.e. 5. századból, ez egy példa a Bhatelutu használata. Ezért a tamil-brahmi eredete és fejlődéstörténete, akik a Votiprolu íráshoz igazodtak, nem világos. Az i.e. 5. századi Bhatelutu használata a Srí Lanka északkeleti részén található Trincomalee szikláin látható. Ezért a tamil bráhmi eredete és fejlődéstörténete, akik a Votiprolu íráshoz igazodtak, nem világos. A Srí Lanka-i Anuradhapur-ból előkerült edény széndioxid kormeghatározása alapján Conningham úgy vélte, hogy a bráhmi írás a szingalézektől került a tamilokhoz, és később alakult ki belőle a tamil bráhmi. A tamil brahmi és a kalingai vagy északi bráhmi írás hasonló változatai megtalálhatók az Andhra Pradesh-i Salihundam, Arikamedu, Kanchipuram és Korkai feliratokban. A Tamil Naáu part menti Arikamedu mentén végzett régészeti ásatások során a tamil bráhmi, az északi bráhmi és a szingaléz  írás együttes használatára utaló leleteket találtak. Igaz, hogy az írás kialakulása vagy fejlődése társadalmi folyamat, és nem köthető egy adott személyhez vagy dinasztiához.  Mivel ebben az időben nem létezik tamil kormányzati rendszer a belső területeken, a Kalinga kereskedelmi rendszer szempontjából sokkal fontosabb, hogy legyen egy írásrendszer. A Kalinga írás elterjedése a szingalézek által, mint a tamilokhoz közeli régió, valamint a mezőgazdaság és az oktatási rendszer bevezetése tovább erősíti ezt a nézetet. Asóka császár tetteit tehát nem a feliratok, hanem a Kalinga hajózás által létrehozott társadalmi környezet terjesztette el, amely a vaskorban a vidék központja volt. Jó esély van arra, hogy a tamil bráhmi írás az 5. századra jött létre és fejlődött ki. Tehát a kalinga írás régebbi, mint a szingaléz és a tamil-bráhmi.
Az odia írás a telugu legrégebbi változataként a Kalinga Bráhmi írás utódjaként tartható számon. A déli Votiprolu írással való hasonló kapcsolatra utaló bizonyítékokat találtak az odishai Lalitgiri, Radhanagar erődben. Buddha csontjait itt is megtalálták, ahogyan Votiporlu faluban is, Lalitgiri romos buddhista sztúpáinak feltárása során. Egy ősi bráhmi felirat maradványait tárták fel egy törött cserépedényből, amelyet a Radhanagar közelében található buddhista szentélynél, Kayama, Tarapurban találtak. Az Indiai Régészeti Felmérés helyettes főfelügyelője, J.S. Jayaprakash olvasta fel, a Kr. e. 3. és 2. századból, Tarapurból származik. „Buddha,”„Bhikshu Tapus dAnam”, „Kesthup”, „Kalingaraja” szerepel a törött cserépedényeken. Ez összhangban van az Angutarnikaya-ban írt az aszkéta életmódról szóló szövegekkel.   Ez bizonyítja, hogy az időszámításunk előtti hatodik században Tapasu és Vallik Tarapur-ban egy sztúpát épített, ahol Buddha egy hajtincsét őrizték. Mindkét felirat kalinga bráhmi írással készült. 
Az odia írás korai formája a kőbe vésett Kalinga Bráhmi írás. Ez a Kalinga régióban terjedt el, amelynek nyelve és írásmódja eltér a többi területtől. A Kalinga Bráhmi írásból létrehozott Odia és Telugu írás, amely kissé eltér a Mauja birodalomban használt bráhmi írástól, szinte azonos volt a Kalinga uralkodó Kharvel, Satrubhanja Mathara írásával. Később a két írásrendszer szétvált. Ebben az időben, a nagyhatalmú Pallava uralkodók alatt a Kalinga Bráhmi déli változatát jobbról balra, míg az északit balról jobbra írták. Az Urjam feliratok azt mutatják, hogy nem volt különbség a telugu és az odia írásmódok között, mivel később a két írásrendszer elemei keveredtek a korabeli feliratokban. Ennek oka, hogy a feliratokban 199 esetben déli nágari , 59 telugu, 101 granth, 157 orija, a többi esetben más keleti királyságok írásrendszereit használták. Fontos, hogy a La('ଳ') szótagjele egyértelműen az orija írásból származik.

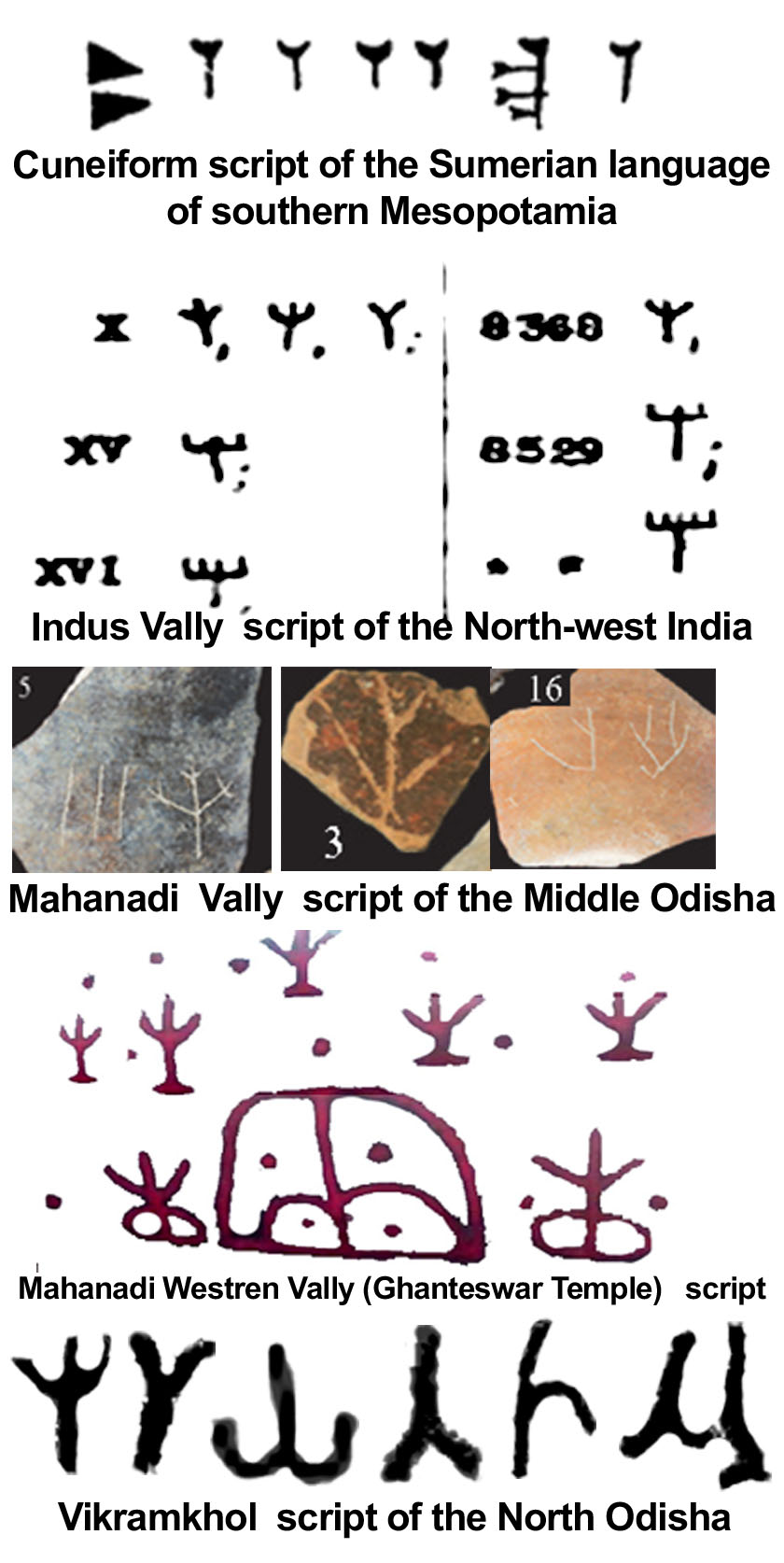
Ősi írásrendszerek

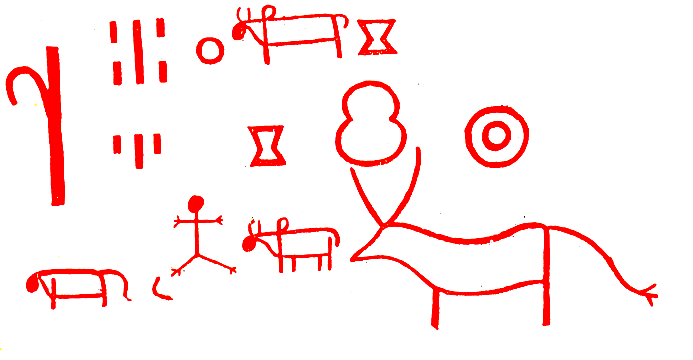
yogimath sziklarajz az oriszai Nuapadában

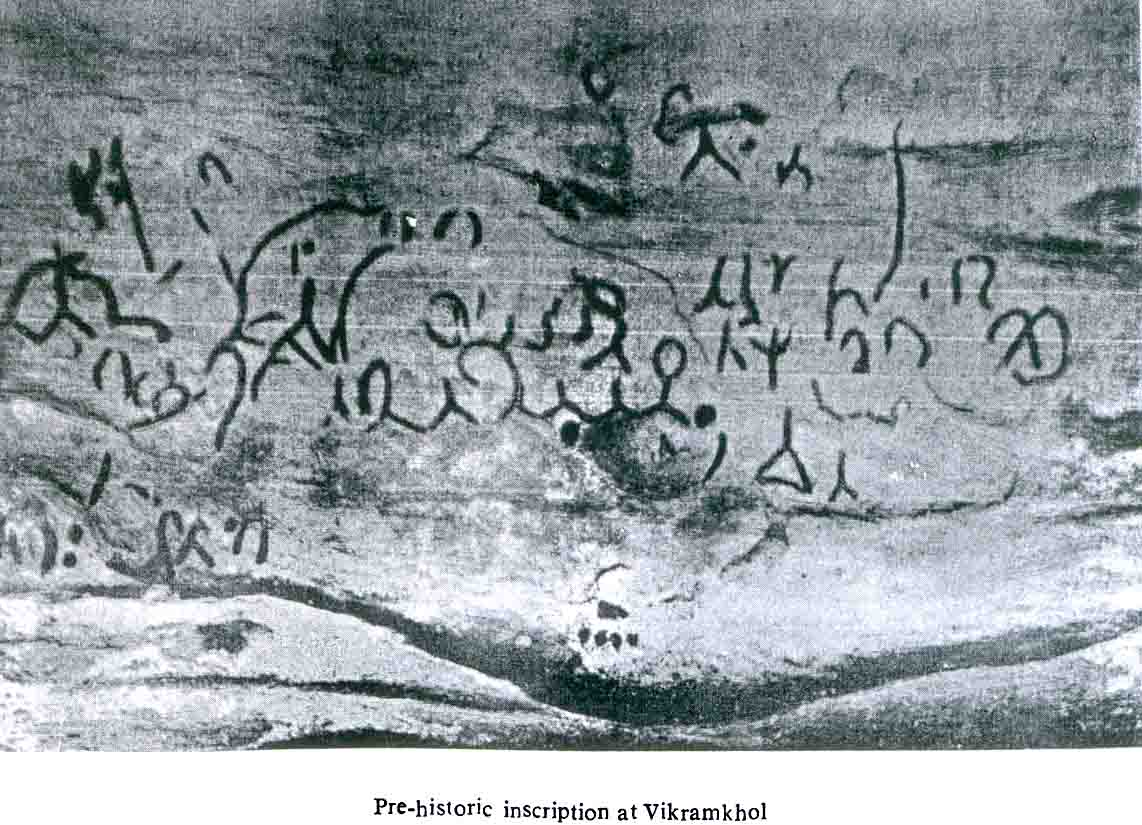
Vikramkhol felirat, Odisha

## Kései Kalinga írás
A késői Kalinga írás a 7-12. századi feliratok írásmódja a korai Keleti Ganga-dinasztia uralkodása alatt, amelyet a Kalinga régióban fedeztek fel, amely a mai Dél-Orisza és az északkeleti Andhra Pradesh partvidékét foglalja magában. Korábbi formáiban az írás erősen keveredett az észak- és közép-indiai írásformákkal (Gupta-írás), később a déli dévanagári írással való keveredés erősödött.
1872-ben James Burgess szerkesztésében létrejött egy folyóirat, az „Indian Antiquary”. A folyóiratot azzal a céllal hozták létre, hogy növelje a már létező „Journal of the Asiatic Society of Bengal” című folyóiratot, amely új ösztönzést adott a paleográfiai kutatásoknak. Ez a fejlett és hatékony kutatás időszaka, de Hiralal Ojha nem támogatta, hogy kutatásának alapjait bármilyen találgatásra használják. Az ő elmélete szerint i.e. 500-tól Kr.u. 350-ig tart az az időszak, ahol az addig egységes írásrendszer elágazott a fő forrásból. Az északi rész Gupta, Sziddham, nágari, Sárada és keleti nágari írásokra oszlott. A déli rész a nyugati, a központi tartományi, a telugu-kannada, a grantha, a kalinga és a tamil írásrendszerekre oszlott. Hiralal Ojha nem kételkedik abban, hogy az orija írás a Sziddham írástól alakult ki, amely ugyancsak elkezdett kettéválni Kr. u. 1000 körül. Hiralal szerint a Kalinga írást a keleti Gangák rézkarcait használták a 7-11. században. Bár kezdetben az írás a központi tartományokban használt "négyzetes formában" jelenik meg, később egy jellegzetes forma alakul ki, amelyben a telugu-kannada, a nágari és a déli írásrendszerek formái együttesen keveredtek.
A korai kalinganagarai gangák rézlemezei alapvető eltérést mutatnak a korábbi csoportoknál megfigyelhető írásmódtól. Felirataik a proto-kannada írásokból vagy a Rastrakuta eredetről árulkodnak. A kanarasi hatás a t, ch, n, th, d, dh, n és bh betűkben mutatkozik meg.

## Képek

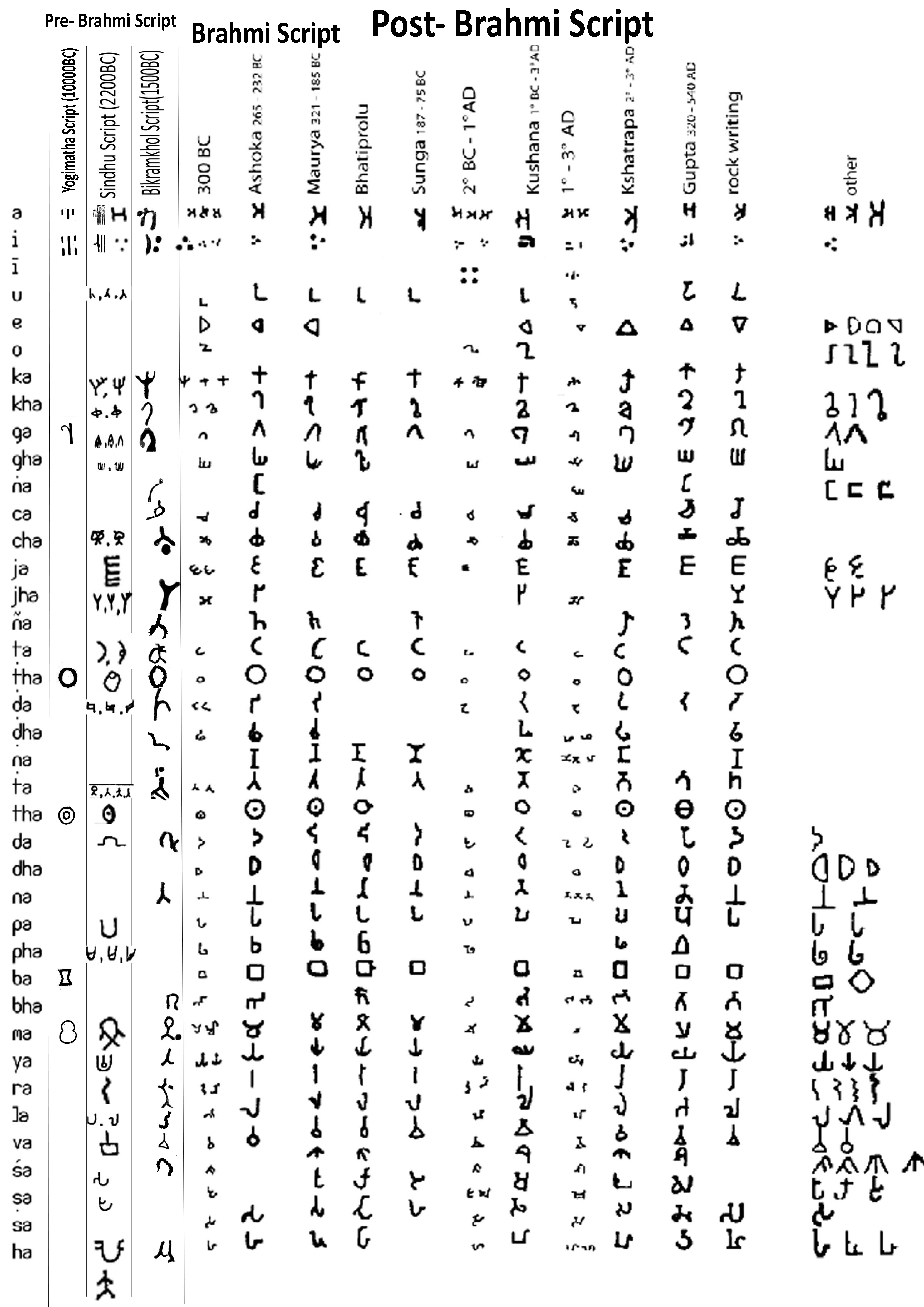
Az orija írásrendszerek fejlődése.
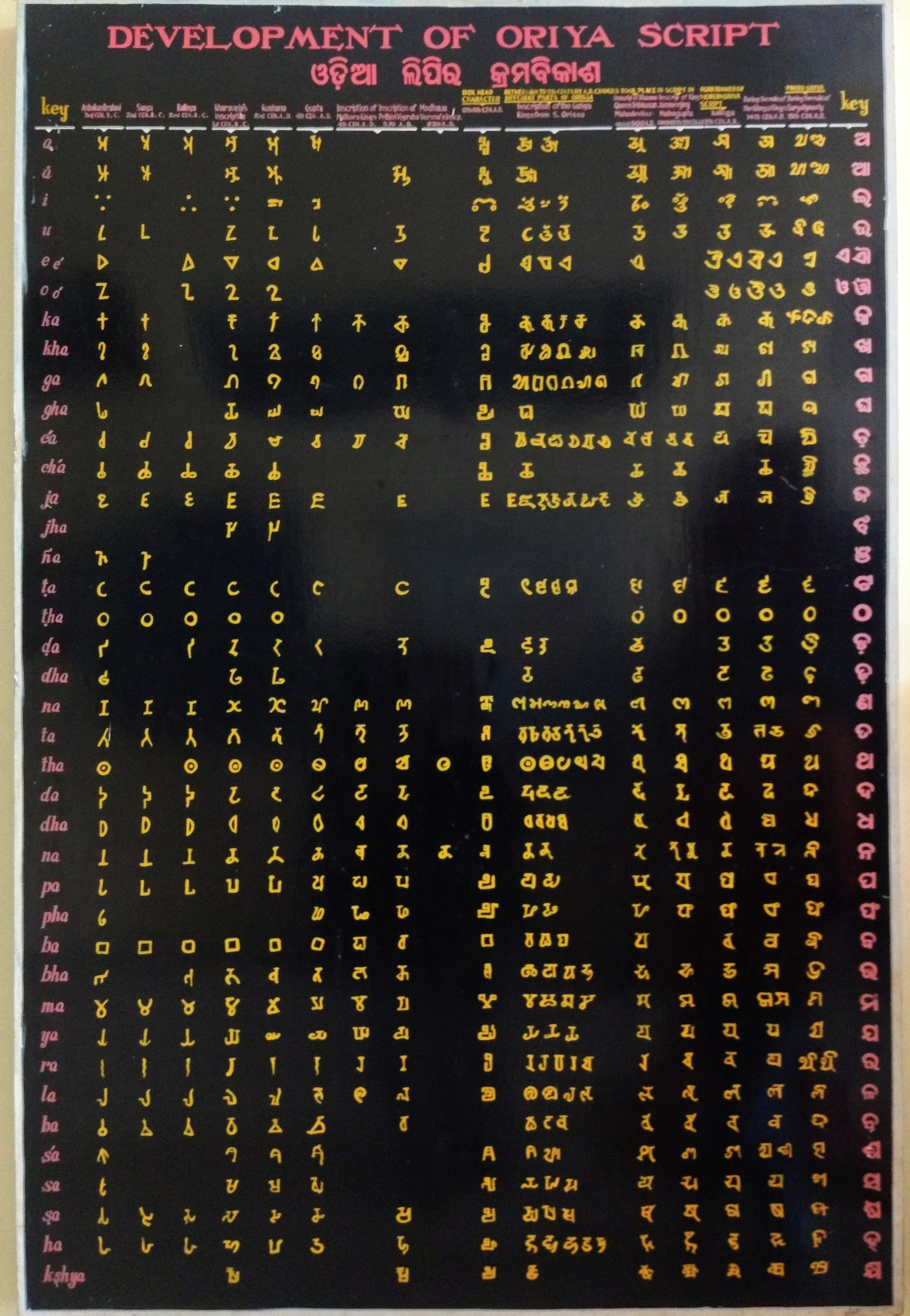
Az odia írás fejlődését bemutató részletes ábra, amely az oriszai Ratnagiri múzeumban látható. A Kalinga írás betűit bemutató dél-orisza oszlop.
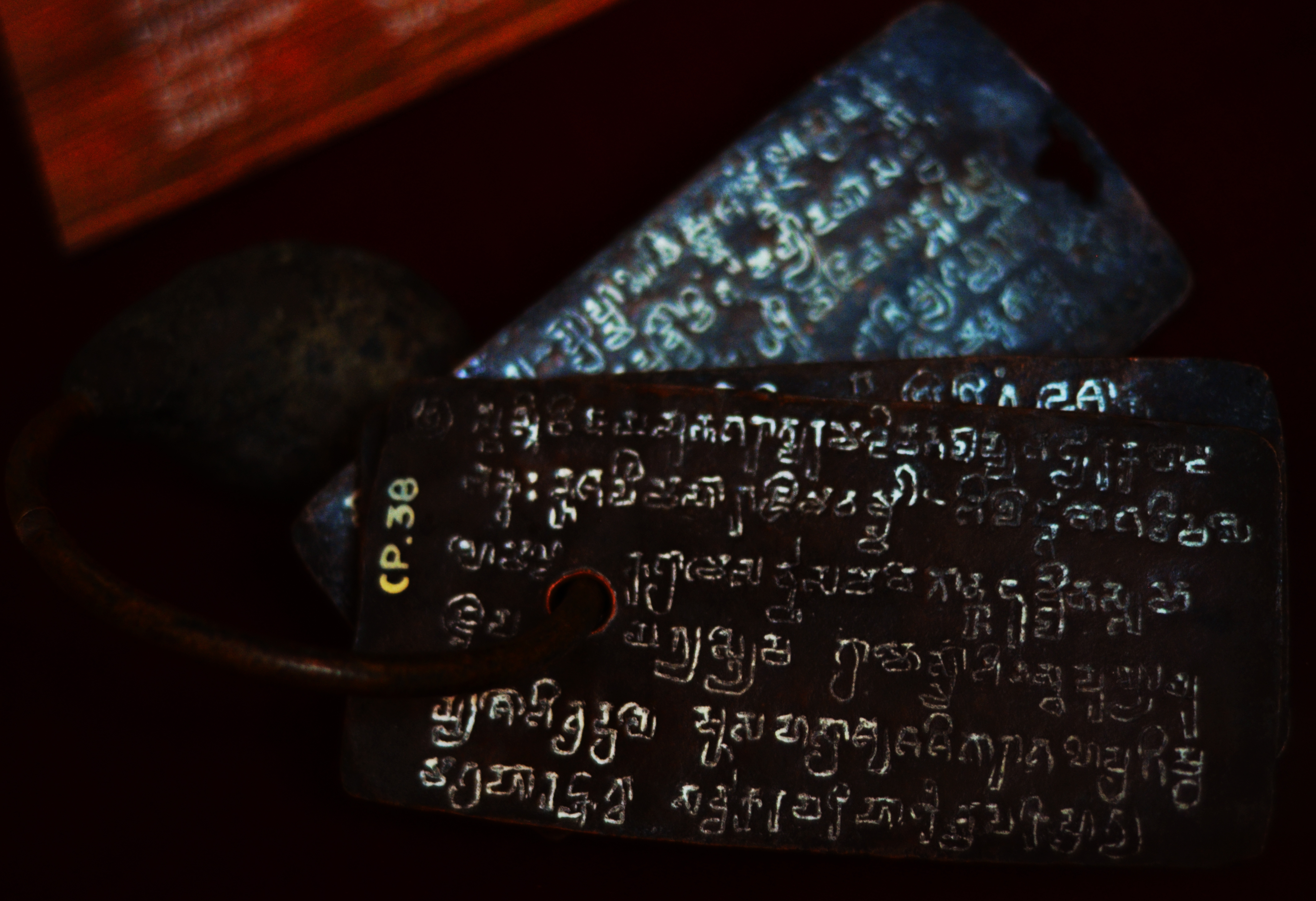
Az Umarabanai Baranga rézlemezek, adományozásról szóló felirattal, Kalinga írással.
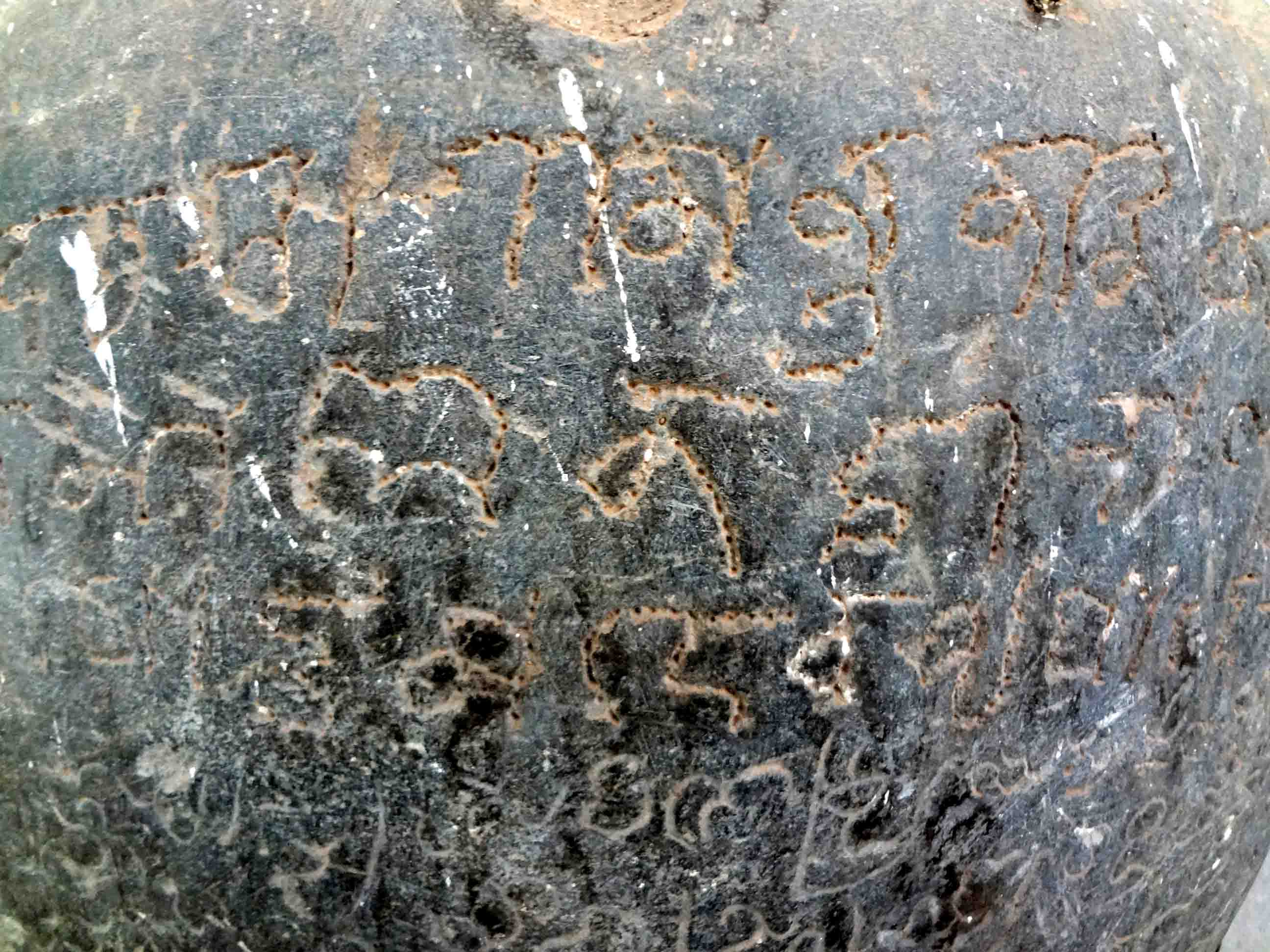
Bi nyelvű felirat, Bhubaneswar. Kr. u. 8. század.
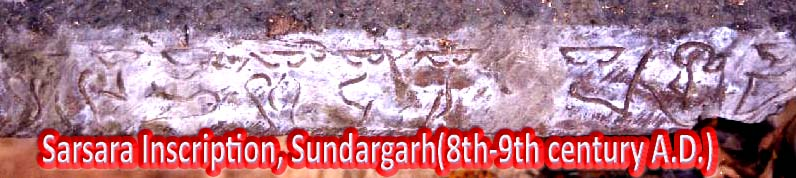
Sarsara felirat, Sundargarh (8-9. század).
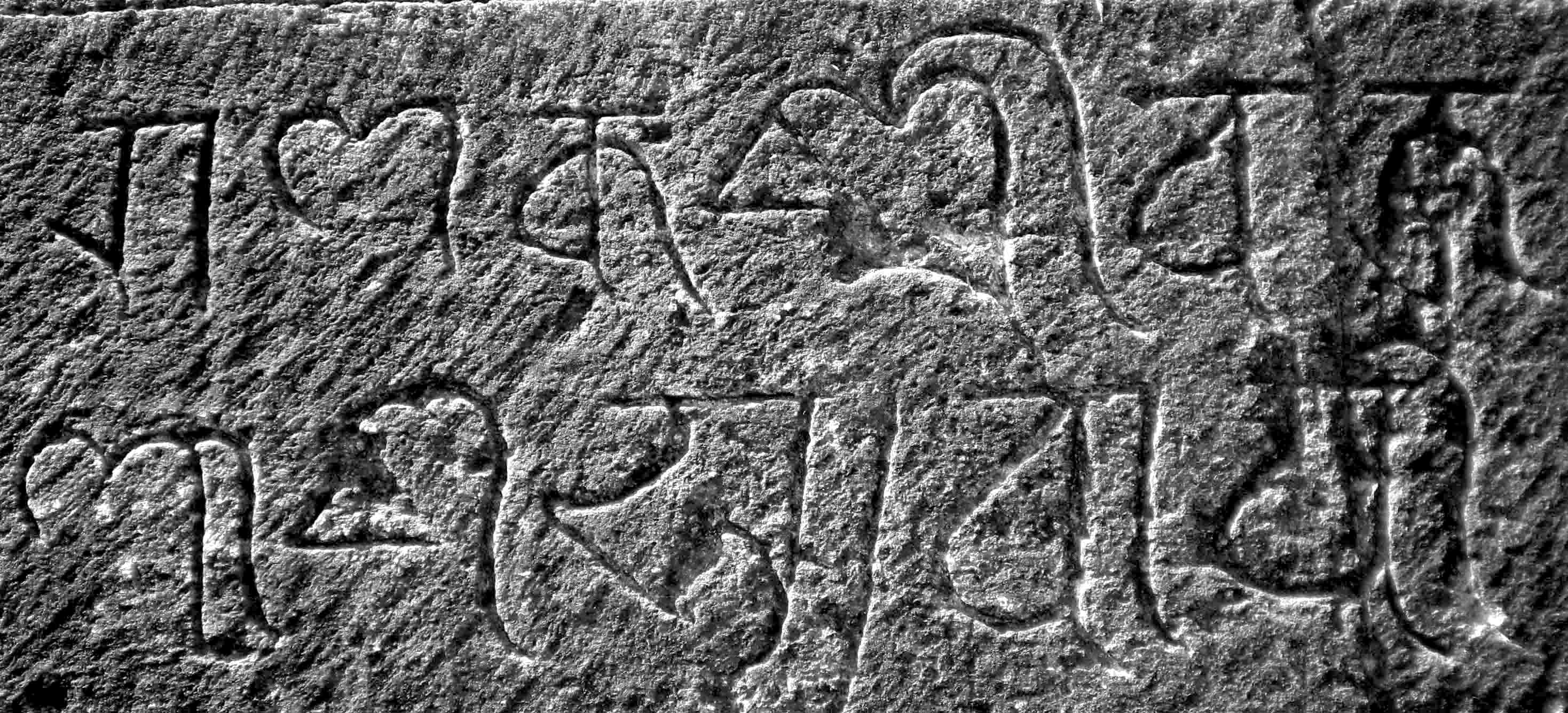
Ratnagiri felirat, Jajpur (8-9. század).
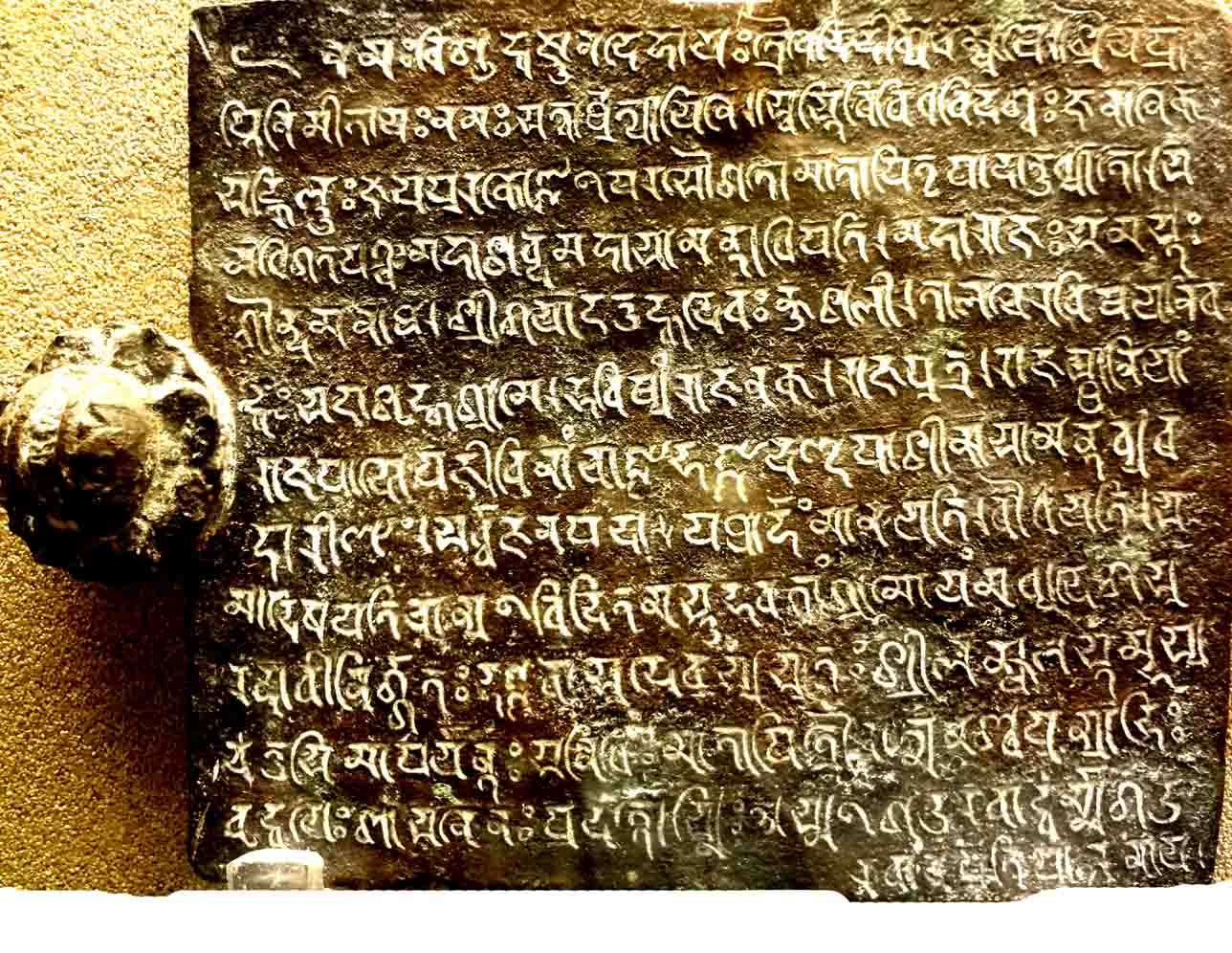
Gatarei rézlemez, adományozásról szóló szöveggel. Gayadtung -Dhankal- Kr. u. 10. század.
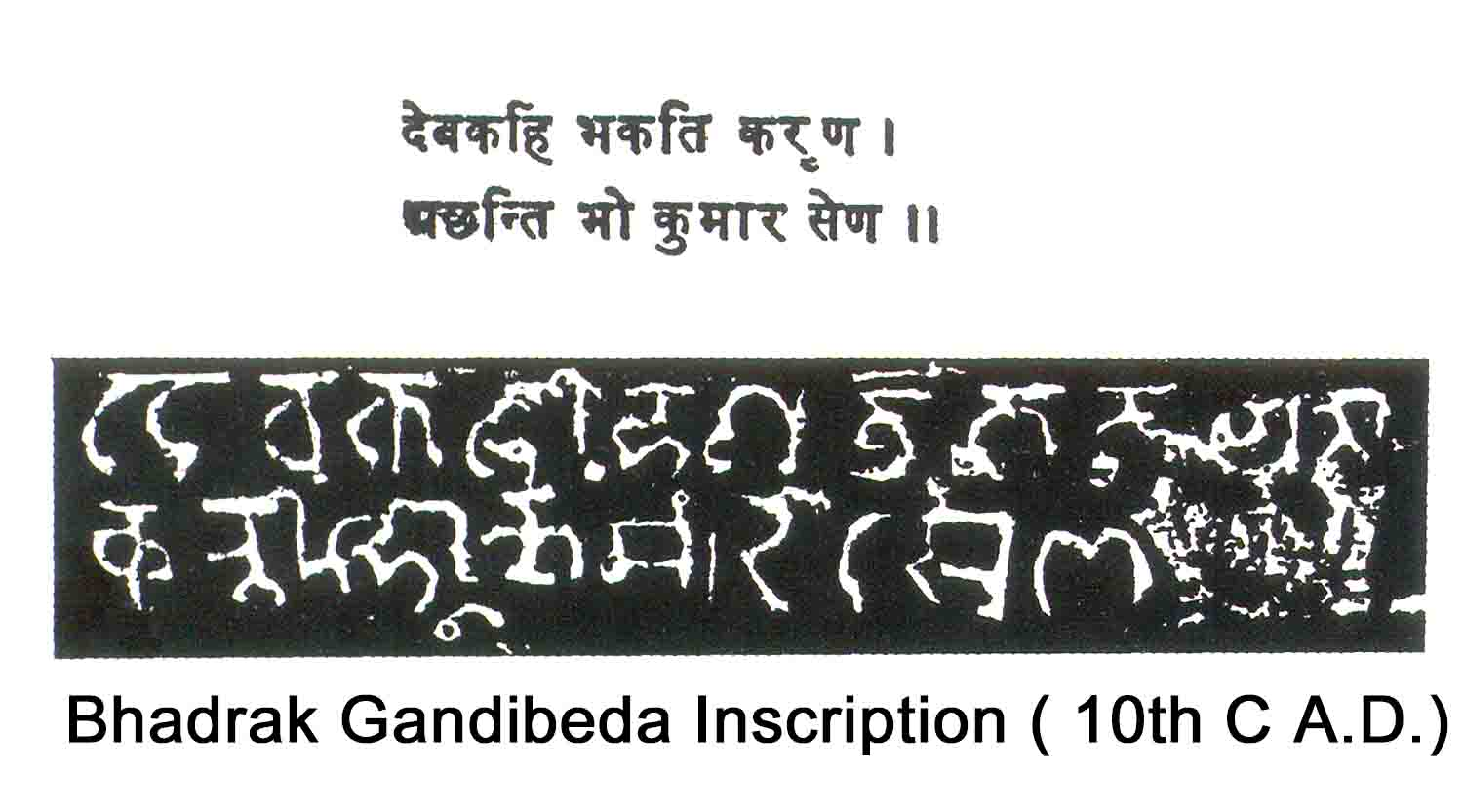
Gandibeda felirat, Bhadrak (10. század).
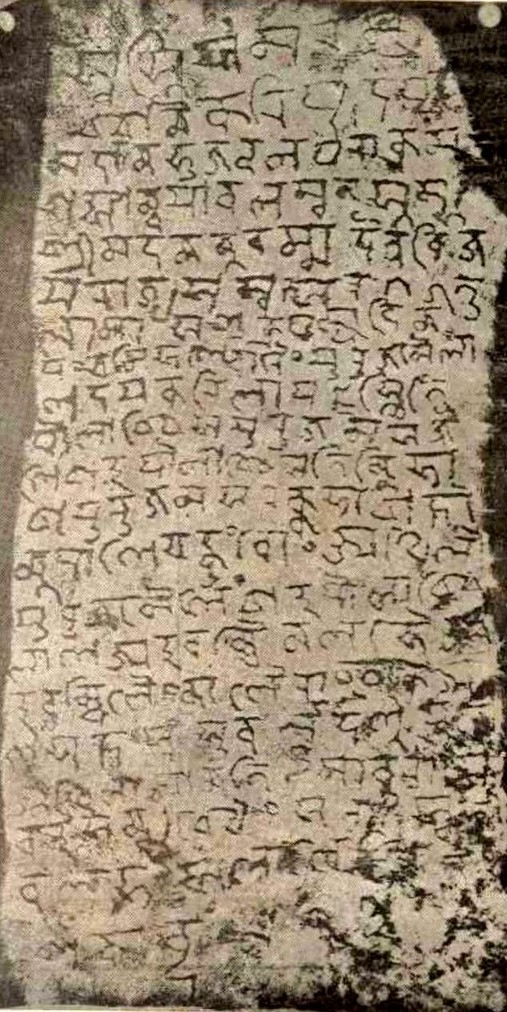
Urajam felirat régi orija nyelven Kalinga írással, a Keleti Ganga-dinasztia királyi okirata (Kr. u. 1051).
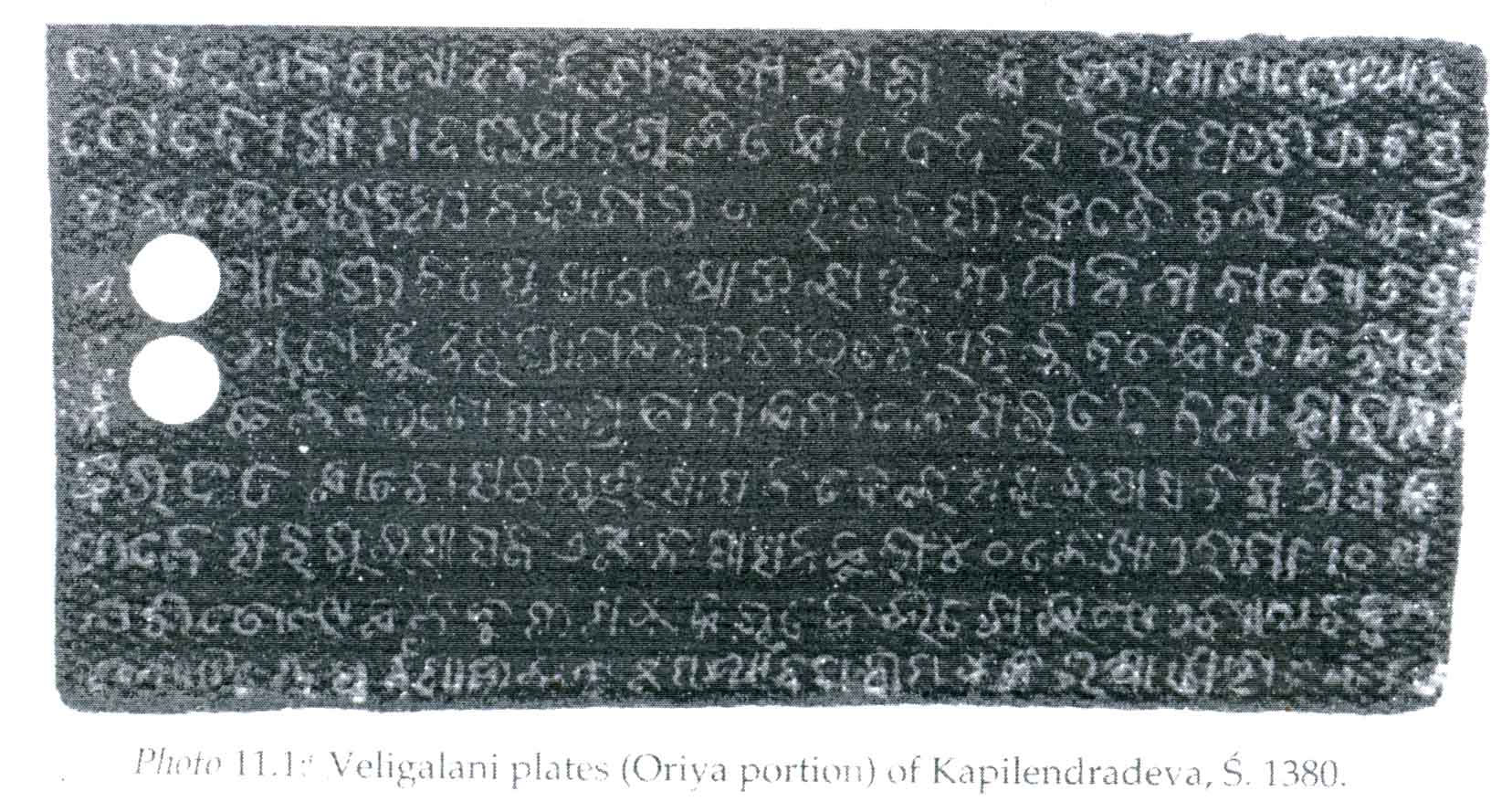
Kapilendra Dev felirat (i.sz. 15. század).

## Fordítás
Ez a szócikk részben vagy egészben  a   Kalinga script című angol Wikipédia-szócikk ezen változatának fordításán alapul.  Az eredeti cikk szerkesztőit annak laptörténete sorolja fel. Ez a jelzés csupán a megfogalmazás eredetét és a szerzői jogokat jelzi, nem szolgál a cikkben szereplő információk forrásmegjelöléseként.